# Virginie Ancelot
Pour les articles homonymes, voir Ancelot.
Virginie Ancelot, née Marguerite Louise Virginie Chardon le 15 mars 1792 à Dijon et morte le 20 mars 1875 à Paris 7e, est une romancière, autrice dramatique, mémorialiste, artiste peintre et salonnière française.

## Biographie

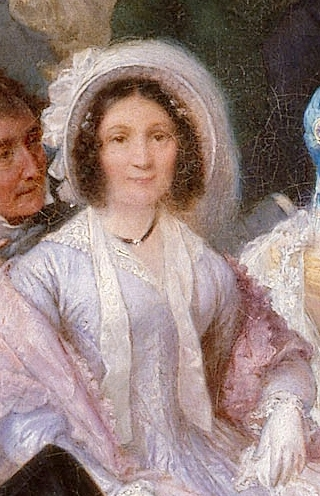
François-Joseph Heim, Andrieux faisant une lecture dans le foyer à la Comédie Française en 1828 (1847), château de Versailles. Détail représentant Virginie Ancelot.

Marguerite Chardon naît le 15 mars 1792 à Dijon.
Son père, Thomas Chardon, est un homme d'affaires et sa mère, Barbe Edmée Vernisy, est une miniaturiste et salonnière issue d'une famille bourgeoise dijonnaise très implantée.
Marguerite Chardon grandit dans un milieu bourgois et cultivé : son parrain est son oncle Louis-Nicolas Frantin (1740-1803), libraire et imprimeur du roi (1768), époux de sa tante maternelle Suzanne.
Sa marraine est Marguerite de Vernisy, une autre sœur de sa mère.
Ses oncles maternels sont Prudence de Vernisy, Claude-Auguste (1746-1810), avocat au Parlement de Dijon, puis administrateur général des Postes et Messageries de France et Jean-François (1783-1840), également avocat au Parlement.
Sa mère tient salon aussi souvent que les circonstances le permettent et l'initie à la peinture et au dessin.
De 1802 à 1806, elle étudie au couvent des Ursulines de Paris.
Ayant commencé sa carrière en tant que peintre, Virginie Chardon débute au Salon de 1814 avec La Veuve du Roi Ban, et plusieurs portraits. Au Salon de 1828, elle expose un tableau intitulé Une lecture de M. Ancelot où figurent presque tous les littérateurs de cette époque.

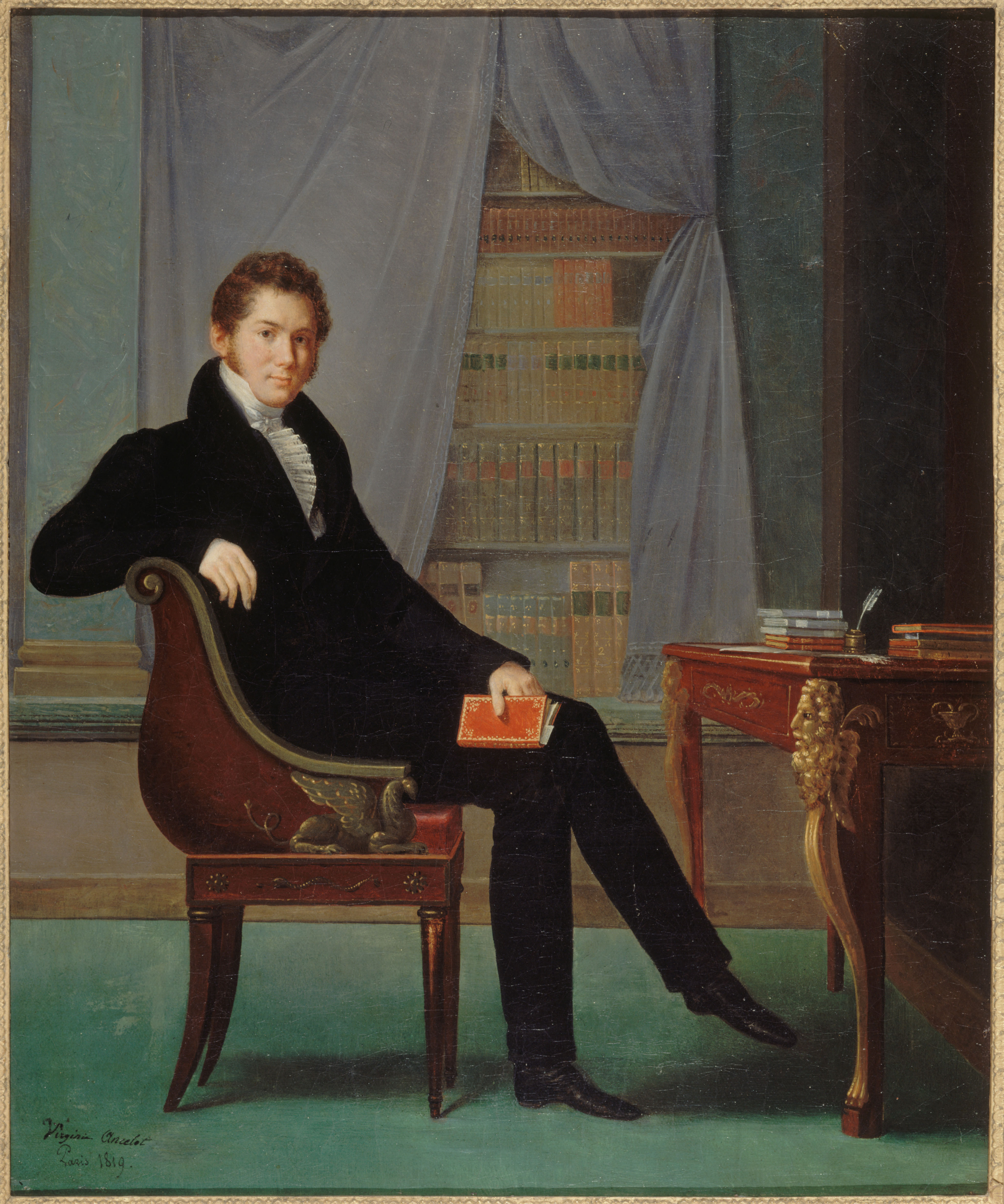
Portrait de Jacques-François Ancelot par son épouse Virginie Ancelot, 1819 (Paris, musée Carnavalet

En 1817, elle épouse Jacques-François Ancelot, alors employé de la marine. Il se fait connaître par la tragédie Louis IX, qui lui ouvre l'accès au milieu royaliste ainsi qu'une pension de 2 000 francs par Louis XVIII. Marguerite Ancelot arrive alors dans les salons aristocratiques du faubourg Saint-Germain, avant d'ouvrir son propre salon en 1820.
Après la Révolution de Juillet, Jacques-Fançois Ancelot perd à la fois sa pension et ses postes de conservateur honoraire de la bibliothèque de l'Arsenal et de bibliothécaire du roi. Pour assurer un revenu au foyer, le couple Ancelot se lance dans l'écriture, parfois avec des projets communs. C'est à cette période que Marguerite Ancelot prend le pseudonyme de Virginie Ancelot.
Il est difficile de savoir dans quelle proportion elle a contribué au succès des vaudevilles Un divorce, Deux jours, Reine, cardinal et page (1832), ainsi qu’au recueil de mémoires sur les salons littéraires parisiens intitulé Emprunts aux salons de Paris (1835, in-8°), publié sous le nom de son mari.
Ses véritables débuts littéraires remontent au Mariage raisonnable (1835), comédie qu’elle a revendiquée comme étant d’elle. La Comédie-Française a donné successivement plusieurs de ses comédies en prose que Mademoiselle Mars a jouées avec grand succès : Marie ou Trois Époques (1836), son chef-d’œuvre traduit dans les principales langues ; le Château de ma nièce (1837) ; Isabelle (1838). Elle a ensuite donné au théâtre du Gymnase, au théâtre du Vaudeville et au théâtre des  Variétés plusieurs pièces favorablement accueillies : Juana (1838) ; Clémence (1839) ; les Honneurs et les Mœurs, Marguerite (1840) ; le Père Marcel (1841) ; l’Hôtel de Rambouillet et les Deux Impératrices (1842) ; Hermance, Une femme à la mode, Loïsa et Mme Roland (1843), etc. Après s’être quelque temps éloignée du théâtre, elle a fait représenter au théâtre de la Gaîté, le drame de Femmes de Paris (1848), n’a pas réussi. Son Théâtre complet, comprenant 20 pièces, a été publié en 1848 (4 vol. in-8°).
Elle a également écrit des romans dont quelques-uns ont été plusieurs fois réimprimés et traduits à l’étranger : Gabrielle (1839, plusieurs éditions, in-8°, in-18 et in-4°) ; Émerance (1841) ; Médérine (1843), etc. Deux des mieux accueillis, Renée de Varville et la Nièce du banquier, sont de 1853. Plus tard, elle a fait paraître Une Famille parisienne (1856, plusieurs éditions), inséré d’abord dans le Journal pour tous ; Les Salons de Paris, foyers éteints (1857, in-18), étude rétrospective sur la société moderne : Une route sans issue (1857, 2 vol. in-8°) ; Un nœud de ruban (1858) ; la Fille d’une joueuse (1858, in-12, et 1859, in-18), etc.
Le salon de l'hôtel de La Rochefoucauld-Liancourt, rue de Seine, où elle a accueilli, de 1824 à sa mort, Pierre-Édouard Lémontey, Lacretelle, Alphonse Daudet, Baour-Lormian, Victor Hugo, Sophie Gay et sa fille Delphine de Girardin, Henri Rochefort, Mélanie Waldor, la comédienne Rachel, Jacques Babinet, Juliette Récamier, Anaïs Ségalas, François Guizot, Saint-Simon, Alfred de Musset, Stendhal, Chateaubriand, Alphonse de Lamartine, Alfred de Vigny, Prosper Mérimée, Eugène Delacroix, et qui était presque un passage obligé pour l’Académie française, dont fut son mari Jacques-François Ancelot en 1841, a été l’un des derniers grands salons littéraires de Paris.

## Vie privée
Virginie Ancelot a trois enfants : deux garçons, dont l'un mourra en bas âge, et une fille.
Sa fille Louise (1825-1887) a épousé, en 1844, l’avocat bonapartiste Charles Lachaud. De cette dernière union, sont issus, leur petit-fils Marc Sangnier, journaliste, parlementaire et fondateur du Sillon, et leur arrière-petit-fils Jean Sangnier (1912-2011), patron de presse et ancien résistant.

## Œuvres

### Peinture

#### Œuvres exposées au Salon
sous le nom de Virginie Chardon
- La Veuve du Roi Ban et plusieurs portraits, Salon de 1814[9].
- Louis XIV, au lit de mort de Jacques II, lui  promettant de reconnaître son fils Édouard pour roi d’Angleterre, Salon de 1817[10].

sous le nom de Virginie Ancelot

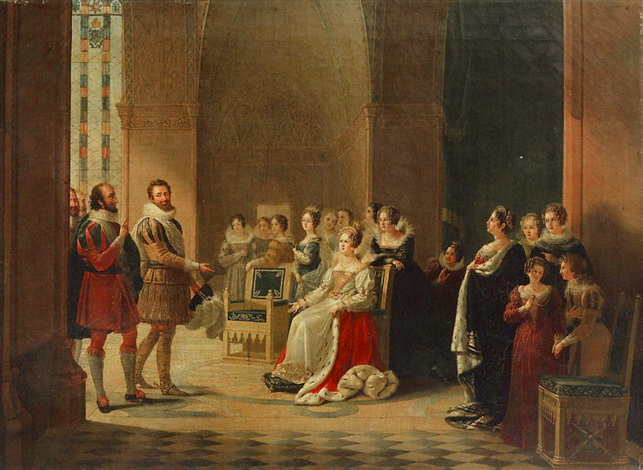
Henri IV et Catherine de Médicis (Salon de 1819), localisation inconnue.

- Henri IV et Catherine de Médicis, Salon de 1819[11],[12],[13].
- Une Lecture de M. Ancelot, Salon de 1828[14],[15].

#### Collections publiques
- Paris, musée Carnavalet : François Ancelot (1794-1854), auteur dramatique, 1819, huile sur toile, 64 × 56 cm[16].

#### Autres
- Souvenir de 1824 ; lecture du poème de Philippe-Auguste, par l'auteur M. Parceval de Grandmaison, exposition au profit des Grecs à la galerie Lebrun, 1826 (no 5 du catalogue)[17].

### Théâtre
- Marie, ou Trois Époques, comédie en 3 actes, en prose, Paris, Théâtre-Français, 11 octobre 1836.
- Le Château de ma nièce, comédie en 1 acte, en prose, Paris, Théâtre-Français, 8 août 1837, lire en ligne sur Gallica.
- Isabelle, ou Deux Jours d'expérience, comédie en 3 actes et en prose, Paris, Théâtre-Français, 14 mars 1838.
- Juana, ou le Projet de vengeance, comédie en 2 actes, mêlée de chant, Paris, Théâtre du Vaudeville, 4 juillet 1838.
- Clémence, ou la Fille de l'avocat, comédie en 2 actes, mêlée de chant, Paris, Gymnase-Dramatique, 26 novembre 1839.lire en ligne sur Gallica
- Les Honneurs et les Mœurs, ou le Même Homme, comédie en 2 actes, mêlée de chant, Paris, Gymnase-Dramatique, 7 mai 1840.
- Marguerite, comédie en 3 actes, mêlée de couplets, Paris, théâtre du Vaudeville, 3 octobre 1840.
- Le Père Marcel, comédie mêlée de chant, en 2 actes, Paris, Théâtre des Variétés, 19 janvier 1841.lire en ligne sur Gallica
- Hermance, ou Un an trop tard, comédie en 3 actes, mêlée de chant, Paris, théâtre du Vaudeville, 15 avril 1843.
- Loïsa, comédie en 2 actes, mêlée de chant, Paris, théâtre du Vaudeville, 17 juin 1843.
- Les Deux Impératrices, ou Une petite guerre, comédie en 3 actes, en prose, Paris, Théâtre de l'Odéon, 4 novembre 1842.
- L'Hôtel de Rambouillet, comédie en 3 actes, mêlée de chant, Paris, théâtre du Vaudeville, 19 novembre 1842.
- Une femme à la mode, comédie en 1 acte, Paris, théâtre du Vaudeville, 12 janvier 1843.
- Madame Roland, drame historique en 3 actes, mêlé de chant, Paris, théâtre du Vaudeville, 28 octobre 1843, lire en ligne sur Gallica.
- Pierre le millionnaire, comédie en 3 actes, mêlée de chant, Paris, théâtre du Vaudeville, 2 mars 1844.
- Follette, comédie-vaudeville en un acte, Paris, théâtre du Vaudeville, 8 octobre 1844.
- Un Jour de liberté, comédie en 3 actes, mêlée de chant, Paris, théâtre du Vaudeville, 25 novembre 1844.
- Une Année à Paris, comédie en 3 actes, en prose, Paris, Second Théâtre-Français, 21 janvier 1847.
- Les Femmes de Paris, ou l'Homme de loisir, drame en 5 actes, en prose, précédé de Un duel sans témoins, prologue, Paris, Théâtre de la Gaîté, 5 octobre 1848.

#### Pièces réunies
- Théâtre de Mme Ancelot, 1841.
- Théâtre complet de Madame Ancelot, 4 vol., 1858, vol. 1 sur Google Livres vol. 2 sur Google Livres vol. 3-4 sur Google Livres.

### Romans
- Gabrielle, 1840 lire en ligne sur Gallica.
- Émerance, 2 vol., 1842, Tome I : lire en ligne sur Gallica, Tome II : lire en ligne sur Gallica.
- Médérine, 2 vol., 1843, Tome I : lire en ligne sur Gallica, Tome II : lire en ligne sur Gallica.
- La Nièce du banquier, 1853. lire en ligne sur Gallica
- Renée de Varville, 2 vol., 1853.
- Georgine, 1855.lire en ligne sur Gallica
- Une famille parisienne au XIXe siècle, 1857, lire en ligne sur Gallica.
- Une route sans issue, 2 vol., 1857.
- La Fille d'une joueuse, 1858.
- Un nœud de ruban, 2 vol., 1858.
- Un drame de nos jours, 2 vol., 1860.
- Une faute irréparable, 2 vol., 1860.
- Le Baron de Frèsmoutiers, 2 vol., 1861.
- Les Deux Sœurs, 2e série de Georgine, 1866.
- Les Jeunes Filles pauvres, s. d.

### Mémoires
- Les Salons de Paris, foyers éteints, 1858[18].
- Un salon de Paris : 1824 à 1864, 1866 lire en ligne sur Gallica.

## Iconographie
Alphonse Daudet, dans Quarante ans de Paris (p. 60), évoque Madame Ancelot et son salon, mais aussi son portrait peint par le baron Gérard.

## Postérité
Une rue porte son nom à Dijon, sa ville natale.